# Łąkówka modrobrewa
Łąkówka modrobrewa (Neophema elegans) – gatunek średniej wielkości ptaka z rodziny papug wschodnich (Psittaculidae). Występuje endemicznie w południowej i zachodniej części Australii. Nie jest zagrożony wyginięciem.

## Taksonomia
Po raz pierwszy gatunek opisał John Gould w 1837 na łamach Proceedings of the Zoological Society of London. Holotyp pochodził ze stanu Wiktoria (lokalizację podano błędnie jako Ziemia van Diemena = Tasmania). Nowemu gatunkowi nadał nazwę Nanodes elegans. Obecnie (2020) Międzynarodowy Komitet Ornitologiczny (IOC) umieszcza łąkówkę modrobrewą w rodzaju Neophema. Wyróżnia 2 podgatunki, nominatywny i N. e. carteri opisany w 1912 przez Mathewsa. Autorzy Handbook of the Birds of the World uznają drugi podgatunek za zbyt mało odróżniający się od nominatywnego, by go wyróżniać.
- N. e. elegans (Gould, 1837) – południowo-centralna Australia Południowa
- N. e. carteri (Mathews, 1912) – południowo-zachodnia Australia Zachodnia

## Morfologia
Długość ciała wynosi 22–23 cm, masa ciała 42–51 g. Są to stosunkowo małe papugi o długich ogonach. Upierzenie głównie oliwkowozielone. Pokrywy skrzydłowe ciemnoniebieskie, niebieskie pole mniej rozległe niż u łąkówki modroskrzydłej (N. hrysostoma). Przez oko przechodzi niebieski pas. Kuper żółtawy. Samice są bardziej matowe, często mają pasek skrzydłowy.

## Zasięg występowania
Łąkówka modrobrewa występuje w południowo-zachodniej Australii Zachodniej oraz na obszarze od południowo-centralnej Australii Południowej (w tym na Wyspie Kangura) po zachodni stan Wiktoria.

## Ekologia i zachowanie
Środowiskiem życia łąkówek modrobrewych są otwarte lasy, malee, mulga, słone mokradła, nadmorskie wydmy, obszary trawiaste z krzewami, zadrzewienia eukaliptusów czy akacji. Prowadzą nomadyczny tryb życia. Żywią się nasionami, m.in. koniczyny (Trifolium), Paspalum, Lomandra i Zygophyllum. BirdLife International szacuje zasięg występowania na 3,24 mln km².

### Lęgi
Okres lęgowy trwa od sierpnia do listopada (według innego źródła do grudnia). Łąkówki modrobrewe gniazdują w dziuplach, często wysoko, np. w eukaliptusie. Zniesienie liczy 4–5 jaj. Inkubacja trwa 18–19 dni. Młode są w pełni opierzone po 4,5–5 tygodniach życia. W niewoli z 4–5 jaj często wykluwają się tylko 3, czasem 4 pisklęta; niezapłodnione jaja zdarzają się często.

## Status
IUCN uznaje łąkówkę modrobrewą za gatunek najmniejszej troski (LC, Least Concern) nieprzerwanie od 1988 (stan na 2017 rok). BirdLife International uznaje trend populacji za wzrostowy ze względu na postępującą degradację środowiska, które stwarza nowe miejsca życia dla tych papug. W 1862 do zoo w Londynie dostarczono pierwsze okazy, wkrótce łąkówki modrobrewe trafiły do ptaszarni w całej Europie.